# ویوتون
ویوتون (به انگلیسی: Wiveton) یک روستا و محله مدنی در بریتانیا است که در North Norfolk واقع شده‌است. ویوتون ۴٫۲۵ کیلومتر مربع مساحت و ۱۲۷ نفر جمعیت دارد.